# Муха (фильм, 1986)
«Муха» (англ. The Fly) — фильм режиссёра Дэвида Кроненберга, вышедший на экраны в 1986 году. Экранизация рассказа французского писателя Жоржа Ланжелана и ремейк одноимённого фильма 1958 года. Главные роли сыграли Джефф Голдблюм и Джина Дэвис.
Фильм занял 42 место в списке 500 лучших фильмов ужасов по мнению пользователей сайта IMDb.
В 2009 году стало известно, что Дэвид Кроненберг планировал снять новый вариант фильма, самостоятельно написав к нему сценарий. Но позднее он заявил, что ремейка не будет.

## Сюжет
Учёный Сет Брандл знакомится на пресс-конференции с журналисткой Вероникой Квайф. Он приводит её к себе домой и показывает своё изобретение: набор устройств для телепортации — «телеподов», который позволяет мгновенно телепортироваться из одного телепода в другой. Сет убеждает Веронику сохранить тайну изобретения в обмен на эксклюзивные права на эту историю, и она начинает документировать работу Брандла. Телепортировать можно только искусственные предметы, живые объекты погибают (в ходе эксперимента бабуин выворачивается наизнанку).
Сет вступает в связь с Вероникой. После первой ночи любви вдохновлённый Сет перепрограммирует телеподы, «рассказав им про живую ткань». Телепортация второго бабуина проходит успешно. Вероника уходит, прежде чем они смогут отпраздновать, и Сет беспокоится о том, что она возобновит свои отношения со своим редактором Статисом Борансом; на самом деле Вероника ушла, потому что Статис, ревнующий её к Сету, грозит опубликовать историю телеподов без её согласия. Сет напивается и решает телепортироваться. Он не замечает, что в телепод залетела муха, и телепортируется вместе с ней.
Сет и Вероника примиряются. Сет начинает проявлять повышенные силу, выносливость и сексуальную активность, что, по его мнению, является результатом телепортации, «очистившей» его тело. У него возникает тяга к сладостям, а Вероника обеспокоена странностями Сета. Она замечает странные щетинки, появившиеся на его спине. Брандл становится высокомерным и жестоким, настаивая на том, что процесс телепортации выгоден, и пытается заставить Веронику пройти телепортацию. Когда она отказывается, он ссорится с ней, идёт в бар, где знакомится с девушкой Тауни, вызывая недовольство её кавалера. Сет вызывает его на поединок на руках, ломает ему руку и ведёт девушку на свой склад, где занимается с ней сексом. Он показывает ей телепод и убеждает её телепортироваться. Пришедшая Вероника рассказывает Сету, что он изменился, а волосы, выросшие у него на спине, по данным лабораторного исследования, не являются человеческими.
Сет выгоняет Веронику, но, когда у него начинают выпадать ногти, он понимает, что во время телепортации что-то пошло не так. Он проверяет записи своего компьютера и обнаруживает, что компьютерная программа, не обученная телепортации двух объектов одновременно, слила его с мухой на молекулярно-генетическом уровне.
Сет продолжает меняться, теряя части тела и становясь всё менее похожим на человека. Он снова воссоединяется с Вероникой и теоретизирует, что становится «Брандл-мухой» (гибридом человека и насекомого). Сет переходит на внешнее пищеварение, извергая на пищу желудочный сок и приобретает способность ползать по стенам и потолку. Он понимает, что теряет свой человеческий разум и сострадание, руководствуясь примитивными инстинктами, которые он не может контролировать.
Сет вносит изменения в компьютерную программу, планируя исключить гены мухи из человеческого ДНК. Вероника узнаёт, что беременна от Сета, и видит в кошмаре рождение гигантской личинки. Статис убеждает Веронику сделать аборт. Подслушав их разговор, Сет похищает Веронику из больницы и просит её оставить ребёнка, поскольку он может быть последним остатком его человечности. Статис врывается в лабораторию Брандла с дробовиком, но тот обезоруживает его и растворяет своим пищеварительным соком кисть и щиколотку Статиса.
Сет показывает Веронике свой план: с помощью телеподов он сольётся с Вероникой и своим нерождённым ребёнком в одно существо. Когда Сет тащит её в один из телеподов, она случайно отрывает его челюсть и Брандл превращается в огромного насекомообразного мутанта. Он сажает Веронику внутрь первого телепода и входит во второй. Изуродованный Статис выстрелом из дробовика разрывает кабели, соединяющие телепод Вероники с компьютером, тем самым позволяя Веронике убежать.
Вырываясь из своего телепода в момент активации процесса слияния, Брандл-муха сливается с металлической дверью и кабелями телепода. Когда деформированный Брандл-муха-телепод выползает из третьего телепода, он жестом просит Веронику прекратить его страдания с помощью дробовика. Вероника со слезами на глазах убивает изуродованное чудовище, в которое превратился Брандл.

## В ролях
| Актёр            | Роль                     |
| ---------------- | ------------------------ |
| Джефф Голдблюм   | Сет Брандл               |
| Джина Дэвис      | Вероника («Ронни») Квайф |
| Джон Гетц        | Статис Боранс            |
| Джой Бушел       | Тауни                    |
| Лесли Карлсон    | доктор Брент Чиверс      |
| Джордж Чувало    | Марки                    |
| Майкл Коупмен    | второй мужчина в баре    |
| Дэвид Кроненберг | акушер-гинеколог         |
| Кэрол Лазар      | медсестра                |
| Шоун Хьюит       | клерк                    |

## Удалённые сцены
После съёмок, закончившихся в начале 1986 года, состоялся предварительный показ чернового варианта фильма. Впоследствии из него были удалены или изменены некоторые сцены. Все они встречаются на DVD-изданиях. Наиболее важные из них:
- Второе интервью Сета Брандла — после того, как Вероника увидела Сета, занимающегося подтягиванием, она берёт у него ещё одно интервью. Сет рассказывает про неожиданный подъём сил и делает предположение, что он «очистился» после телепортации. Позднее эта сцена вошла в сиквел в виде записи, которую просматривает Мартин, сын Сета.
- Сцена с бабуином и кошкой[4] — Брандл тестирует систему из трёх телеподов на бабуине из прошлого опыта и бездомной кошке. Полученное после телепортации существо нападает на Брандла, тот отшвыривает его в угол и добивает металлической трубой. В данной сцене Брандл находится в промежуточной стадии трансформации, не показанной в других сценах. В продолжении сцены он по стене и потолку выбирается на крышу и наблюдает за ночным городом. Внезапно он ощущает сильную боль чуть ниже левой стороны груди, срывается с крыши и падает на небольшой навес, где наблюдает появление дополнительной мушиной лапки из его груди и откусывает её. Лапка появилась из новообразования на теле Брандла, которое он показывал Веронике в сцене с демонстрацией способности перемещаться по стенам и потолку.
- Сон с ребёнком-бабочкой — у фильма существовал альтернативный финал. Беременная Вероника лежит в постели со Статисом. Она просыпается из-за кошмара, Статис её успокаивает, и Вероника вновь засыпает, видя сон с ребёнком-бабочкой, вылупляющимся из кокона. У этой сцены, в свою очередь, было несколько вариантов.

## Награды и номинации

### Награды
- 1987 — премия «Оскар» в категории «лучший грим» (Крис Уолас, Стефан Дюпюи)
- 1987 — 3 премии «Сатурн»: лучший фильм ужасов, лучший актёр (Джефф Голдблюм), лучший грим (Крис Уолас)
- 1987 — специальный приз жюри фестиваля фантастических фильмов в Авориазе (Дэвид Кроненберг)

### Номинации
- 1987 — 3 номинации на премию «Сатурн»: лучший режиссёр (Дэвид Кроненберг), лучшая актриса (Джина Дэвис), лучшая музыка (Говард Шор)
- 1987 — номинация на приз кинофестиваля Fantasporto за лучший фильм (Дэвид Кроненберг)
- 1987 — номинация на премию «Хьюго» за лучшую постановку
- 1988 — две номинации на премию Британской киноакадемии: лучший грим (Крис Уолас, Стефан Дюпюи), лучшие спецэффекты
- 2006 — номинация на премию «Сатурн» за лучший релиз классического фильма на DVD